# Мінойська цивілізація
35°18′35″ пн. ш. 24°53′36″ сх. д. / 35.309722° пн. ш. 24.893333° сх. д.
Мінойська цивілізація — цивілізація бронзової доби (3000 — 1000 роки до н. е.) на острові Крит, відкрита англійським археологом Артуром Евансом та названа ним за іменем міфологічного царя Міноса, який вважався сином Зевса. Центрами цивілізації були Кносс, Фест і Маллія. Вважається першою європейською цивілізацією.
Евансу належить і традиційна хронологія мінойської цивілізації. За нею виділяють три періоди: ранній, близько 3000-2000 років до н. е.; середній, близько 2000—1580 років до н. е. і пізній, близько 1580—1100 років до н. е. Цивілізація значно постраждала від виверження вулкану (див. Мінойське виверження), але воно не зруйнувало Мінойську цивілізацію остаточно. Ймовірно, що цивілізація припинила своє існування після подальшого вторгнення мікенців на острів.[джерело?] Збереглися руїни міст, палаців, некрополів, твори мистецтва: фрески, кераміка.
Найкращий у світі музей, присвячений мистецтву мінойської доби, — Археологічний музей Іракліону, який експонує артефакти з Кноссу, Маллії, Феста, Агіа-Тріада.

## Мінойська таласократія
Спочатку центри мінойської цивілізації були самостійними державами. Об'єднання Криту під владою єдиного царя приписують Міносу Старому.
Після руйнування «старих палаців» на Криті близько 1627 до н. е. почалася поступова експансія мінойців на узбережжя Егейського моря. Ця експансія мала свої як внутрішні, так і зовнішні передумови. Географічне розташування Криту сприяло розвитку морської торгівлі з найдавніших часів. Острів замикає з півдня Егейське море, таким чином слугуючи форпостом грецького світу. Острів багатий корабельним лісом, але на ньому відсутні родовища металу, який необхідно було отримувати ззовні. Умови для поширення морської справи були вельми сприятливими, чим критяни успішно користувалися ще з 3 тисячоліття до н. е.
Саме розвиток мореплавства, міжнародної торгівлі, що створював основу критської економіки, і від якого залежав добробут острова, змусив кносського царя убезпечити морські шляхи, тобто розпочати нещадну боротьбу із піратством. Традиція, однак, вважає ці заходи наслідком цілеспрямованої політики царя Міноса Великого. На часі його правління припадає період найбільшого розквіту критської цивілізації (приблизно 1750—1450 рр. до н.е). Фукідід згадує цей процес так: «Коли закладалася морська могутність Міноса, то морські зв'язки стали для всіх безпечнішими, розбійники були випроваджені ним з островів, більшість з яких він заселив жителями.»
За згадками Фукідіда, це був період «таласократії», тобто панування на морях. Крит підкоряє своїй владі деякі острови Егейського моря, населені пункти на малоазійському та балканському узбережжях, в тому числі в Аттиці. Фукідід пише: «Мінос раніше за всіх, про кого ми знаємо за переказами, створив собі флот, заволодів найкращою частиною моря, яке називається нині Егейським, і став правити Кікладськими островами.» Заволодівши Кікладами, Мінос поставив управляти ними своїх синів, аби не допустити до управління важливими володіннями представників інших аристократичних родів. Розростання царської сім'ї призвело до того, що всі володіння кносських династій на Криті були вже роздані в управління їхнім родичам. Здійснити панування над Кікладськими островами можна було лише за наявності великого боєздатного і добре спорядженого флоту. Знахідки мініатюрних фресок в Акротирі на Фері початку 1970-х рр. зображають різні види військових кораблів, які вражають і дивують своєю складністю та витонченістю. Свідчення про панування Міноса на морі часто зустрічаються в античній літературі. Про це згадували у своїх працях Фукідід, Геродот, Плутарх, Страбон та інші.
Існують також дані, які підтверджують зв'язки Криту з островами Егейського моря: цар Самоса Анкей був племінником Європи, критської цариці; на Насос вирушила Аріадна — дочка Міноса. Давні автори повідомляють про війну Міноса з мегарським царем Нісом та про підкорення критянами Мегариди. В одному з гомерівських гімнів йде мова про критський корабель, що колись давно плив на Пілос. Багато міст, розкиданих по всьому Середземномор'ю мали назву Міноя, що походить від ім'я Мінос.
Проблема мінойської таласократії викликає безліч суперечок між дослідниками цього питання. Дискусії ведуться як навколо питання географічних кордонів держави Міноса та форми залежності підвладних Кноссу земель (хоча деякі ставлять під сумнів сам факт залежності), так і стосовно імовірності самої таласократії. Однак більшість істориків згодні, що свідчення античних авторів відповідають історичним реаліям. Це підтверджують також і археологічні дані. Таким чином, Мінойська морська держава вперше об'єднала острови Егейського моря, і, пануючи у Східному Середземномор'ї, стала своєрідною передумовою утворення Першого Афінського морського союзу.

## Галерея

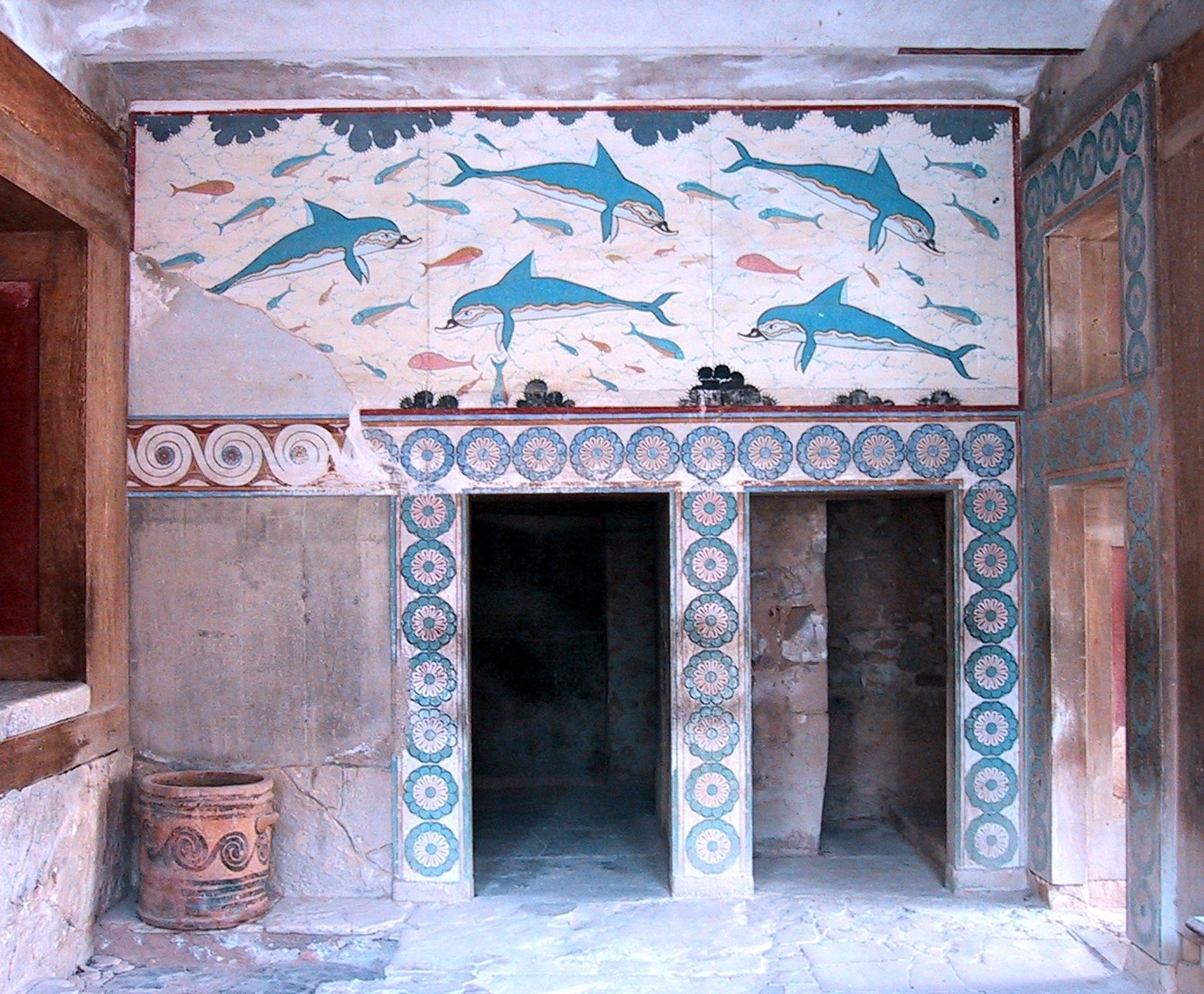
«Дельфіни з Акротирі»
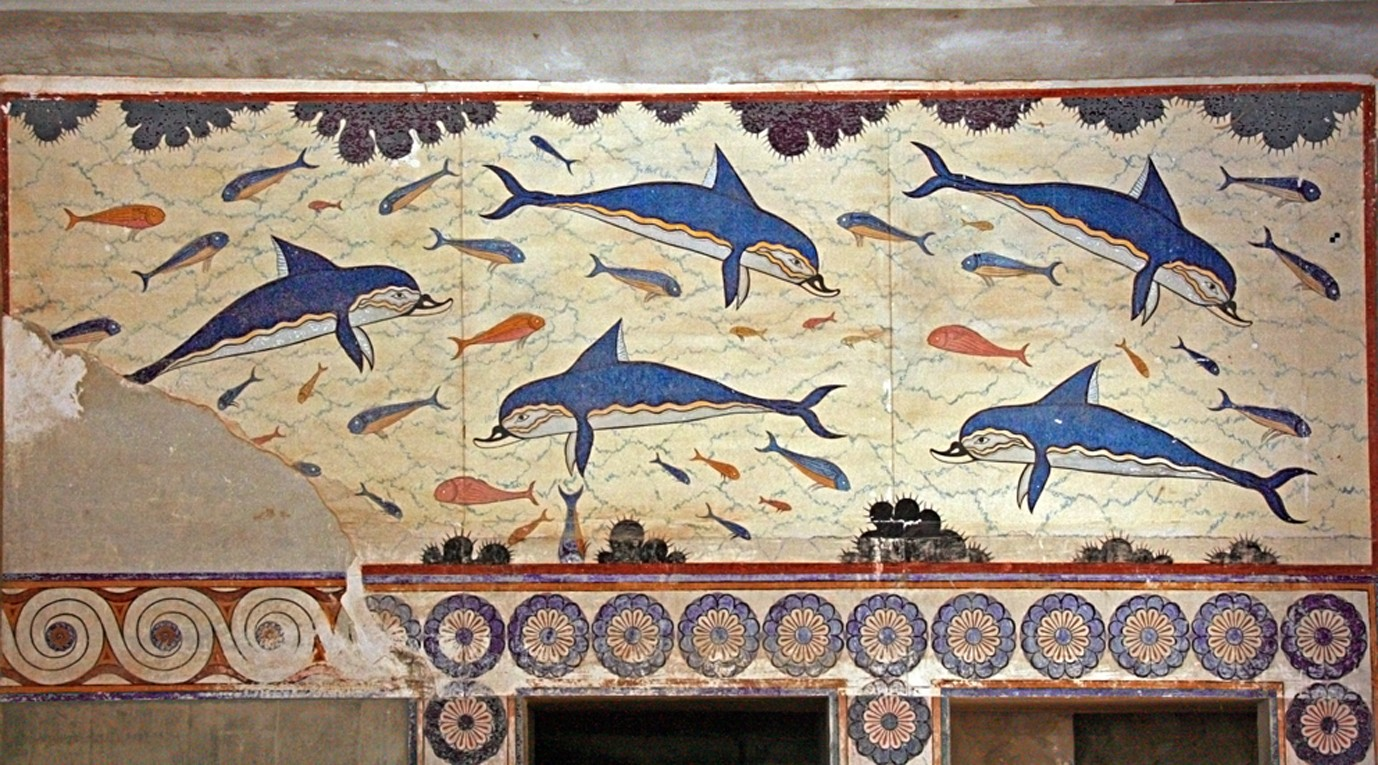
Кносські дельфіни
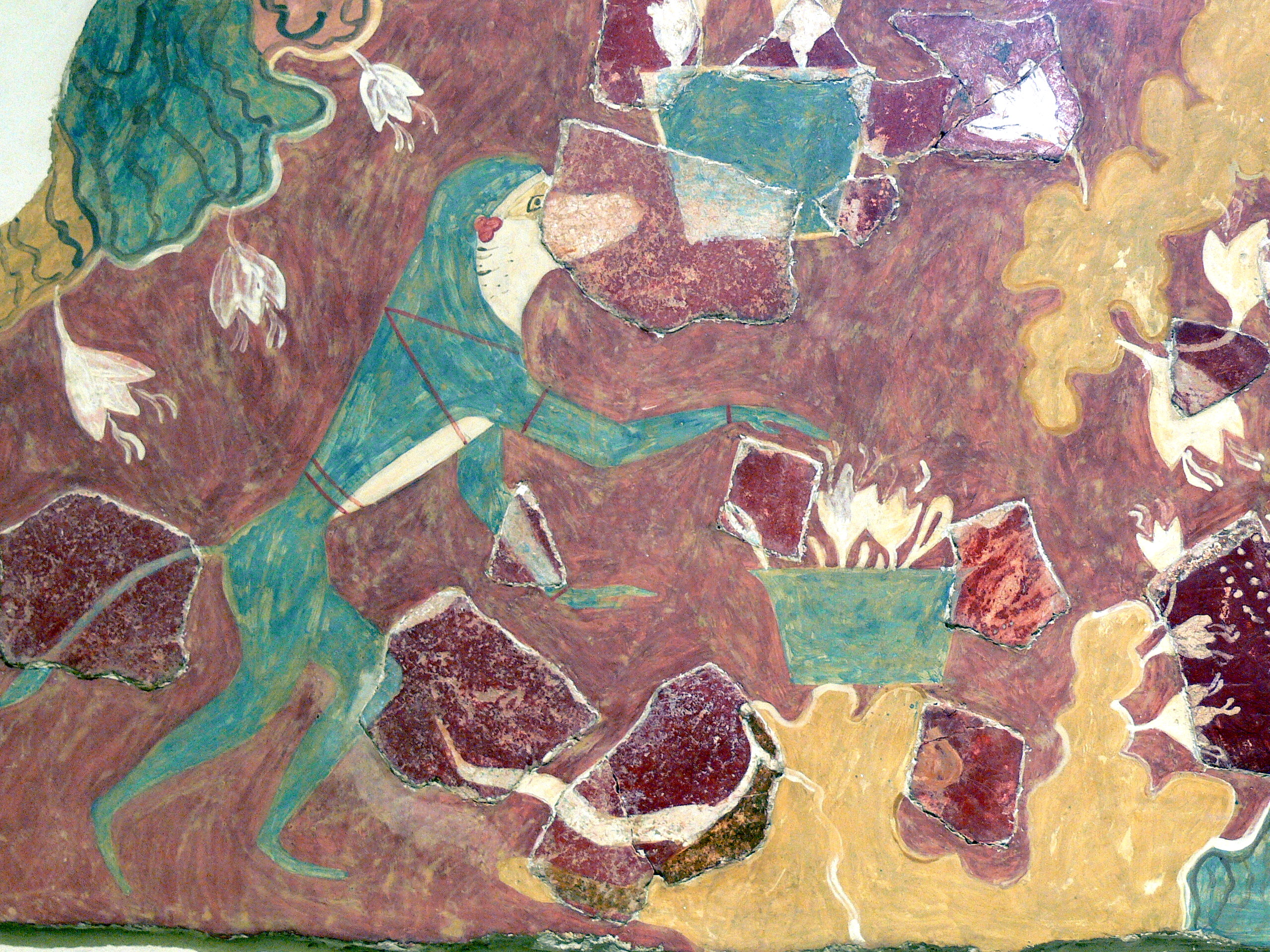
«Мавпа з квітами-крокусами», Археологічний музей Іракліону.
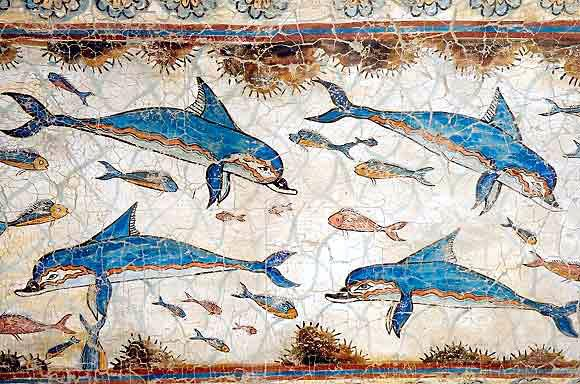
«Дельфіни і риби» (фрагмент), Акротирі, Кнос, 1700-1450 до н. е.
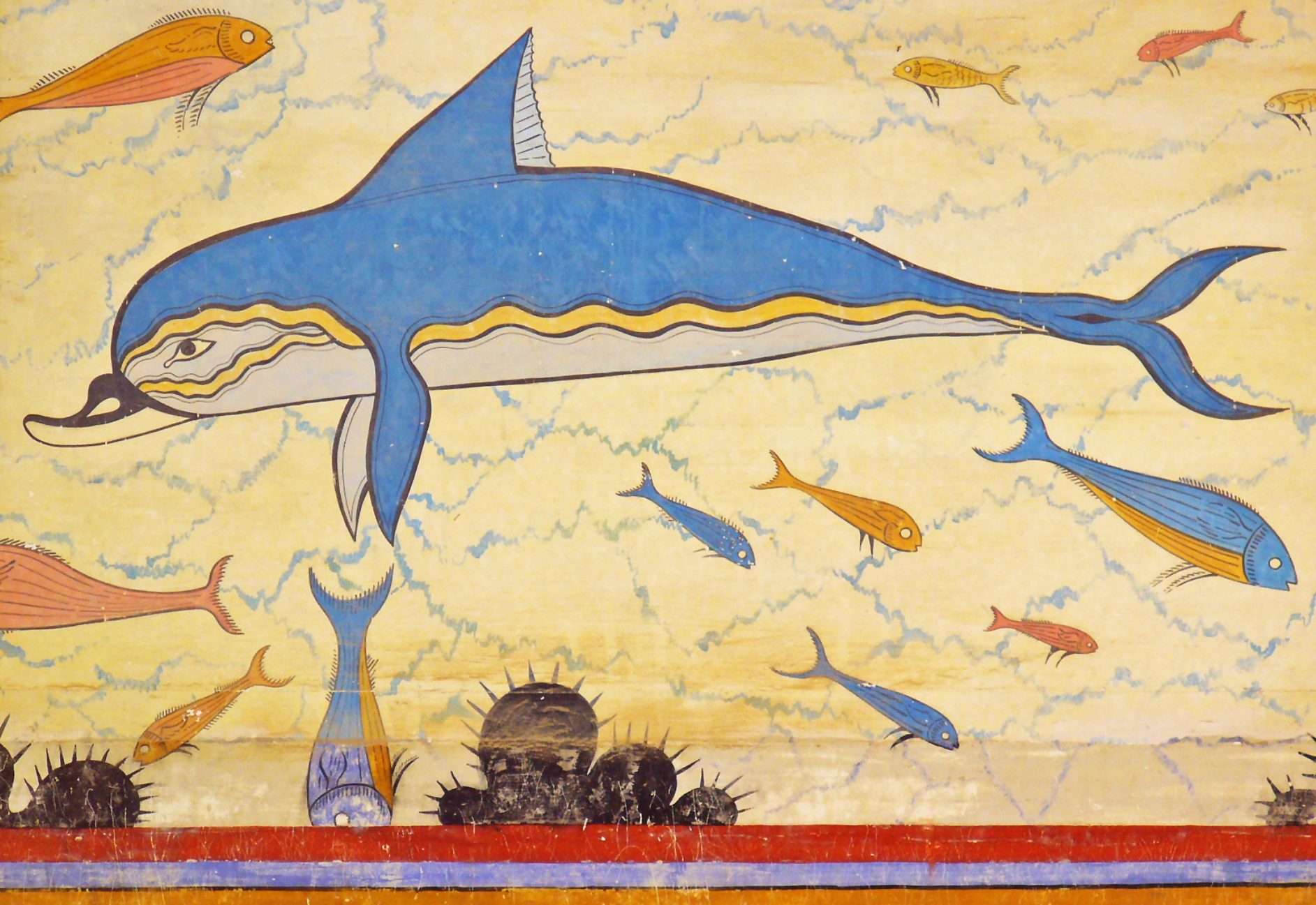
Фрагмет фрески з Кносса із зображенням дельфіна. Археологічний музей Іракліону
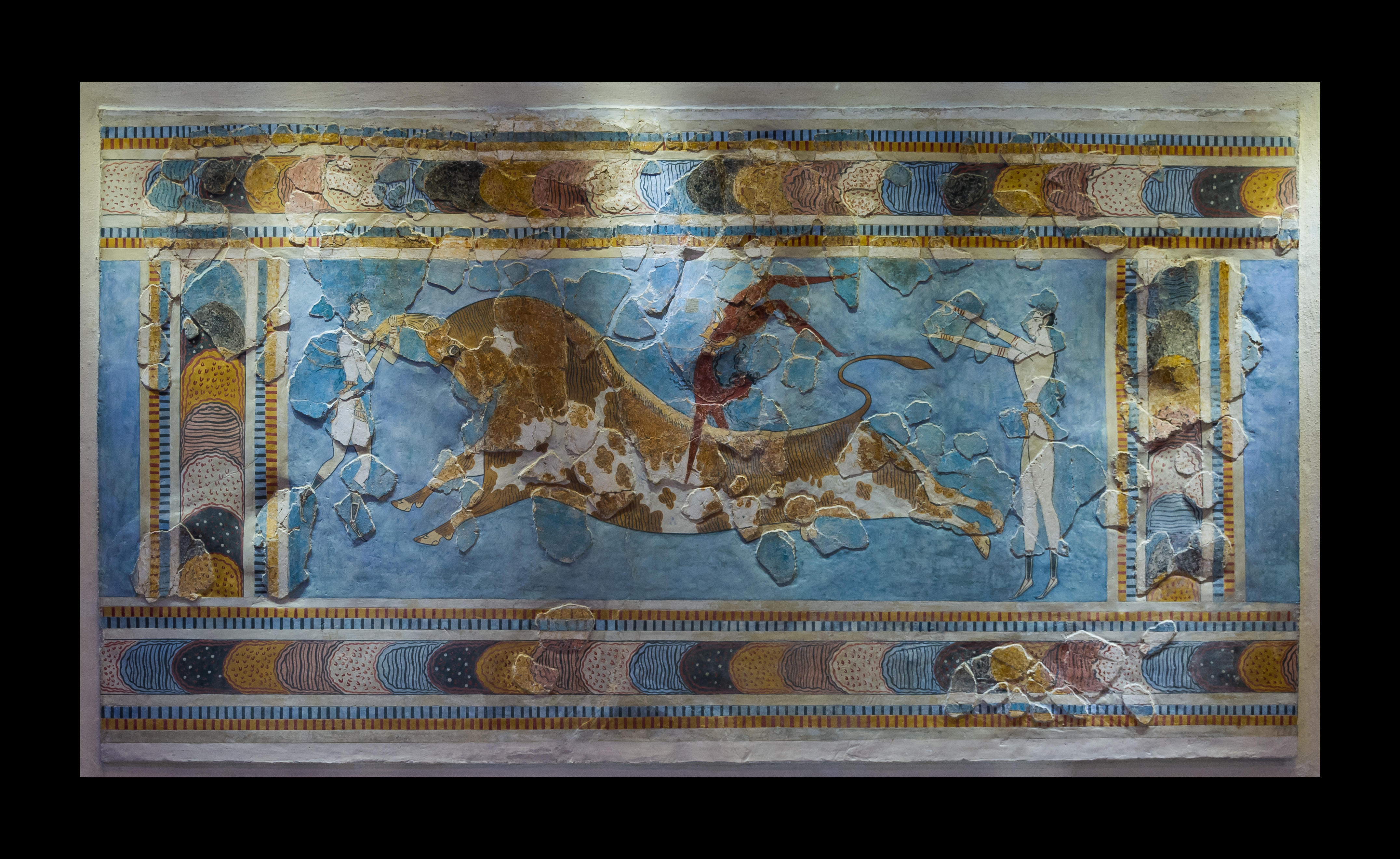
«Ігри з биками» (Таврокатапсія) — одна з найвизначніших фресок, що прикрасила Кносський палац. Заслуговує уваги участь в цих змаганнях жінок. Археологічний музей Іракліону
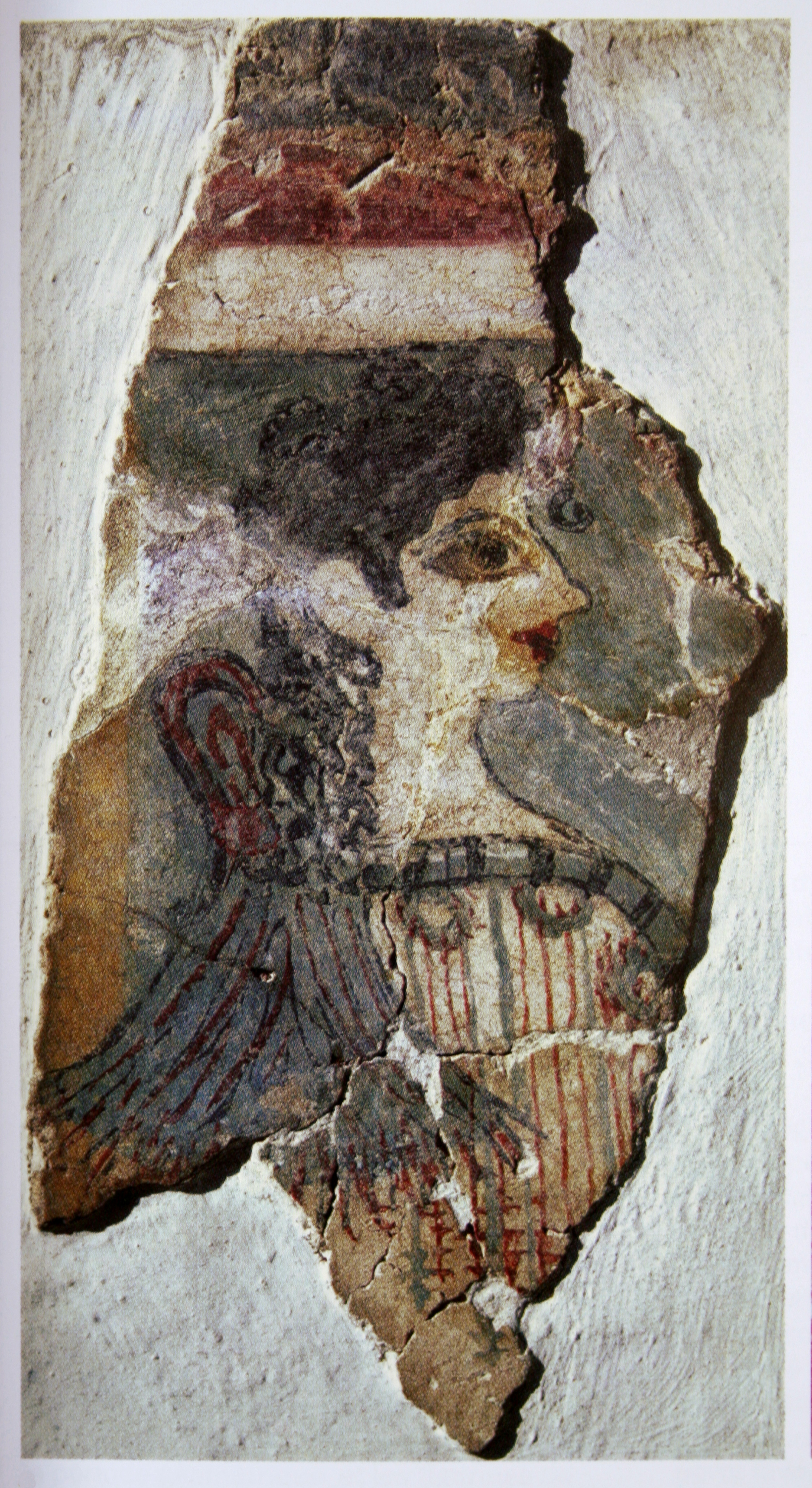
«Парижанка», Археологічний музей Іракліону
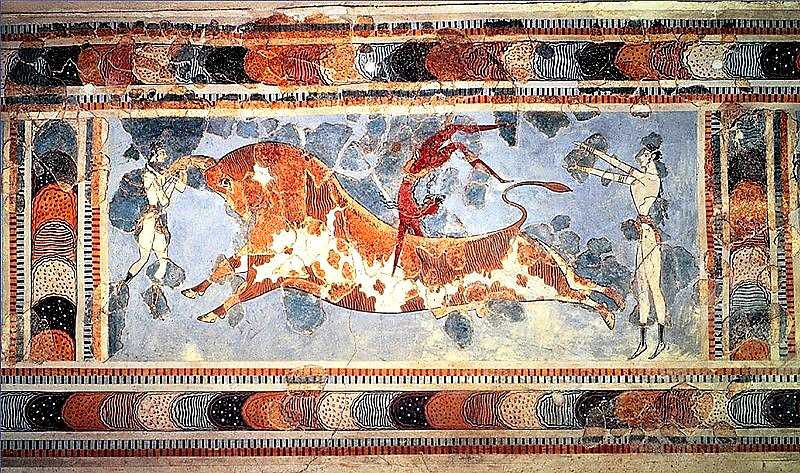
Фреска «Акробати грають з биком» або «Таврокатапсія», Археологічний музей Іракліону
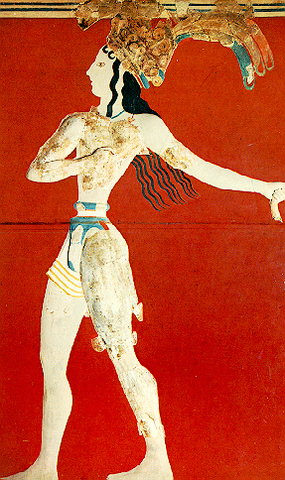
«Принц з ліліями», Археологічний музей Іракліону
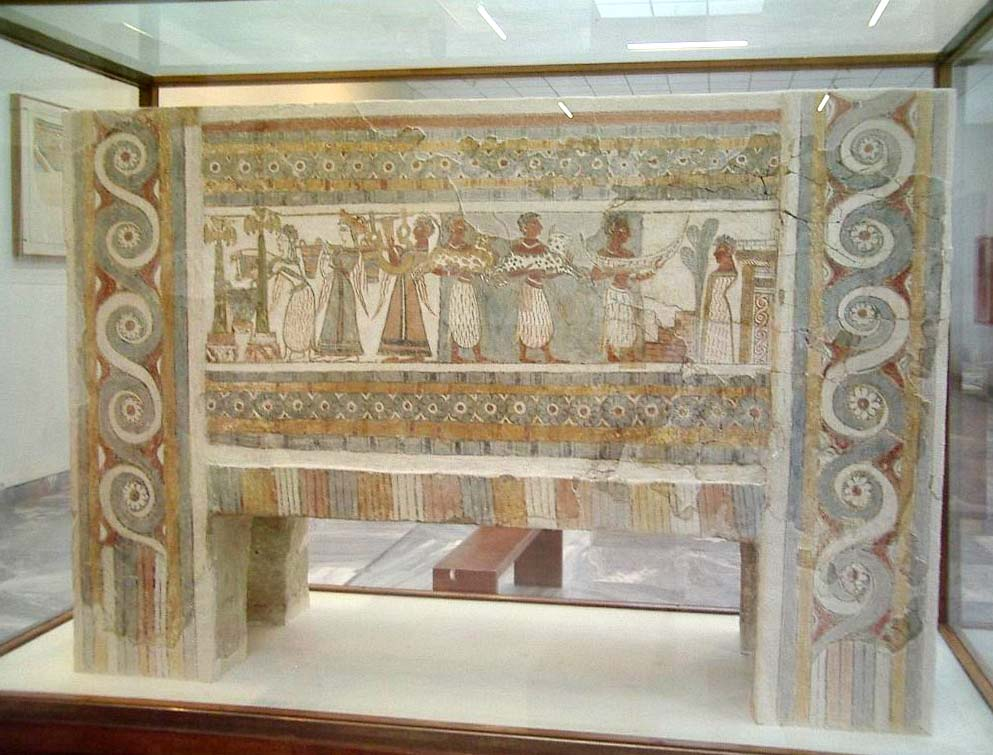
Саркофаг, знайдений в Агіа-Тріада, близько 1420 р. до н. е. Археологічний музей Іракліону
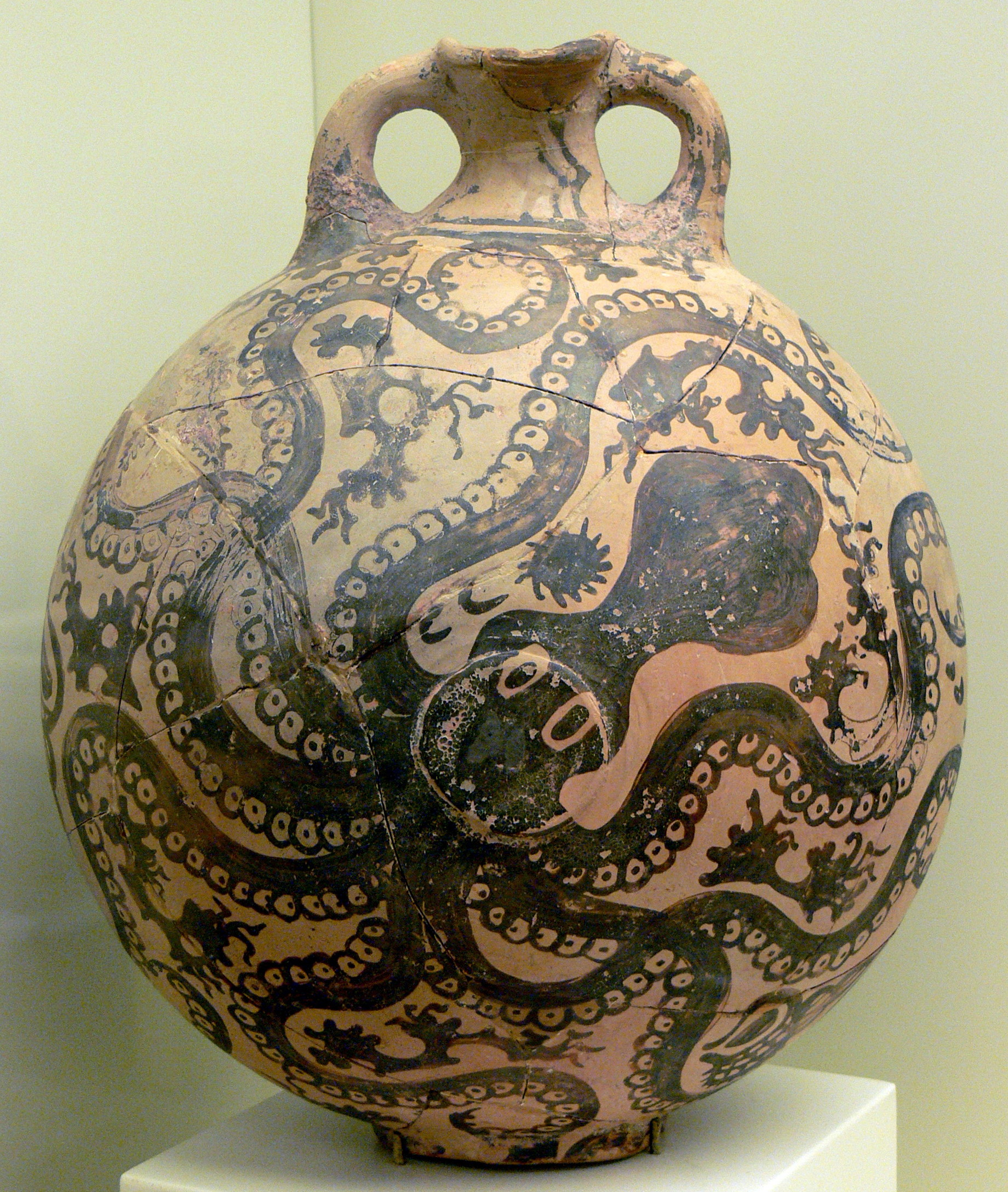
Ваза з восьминогом, теракота, Археологічний музей Іракліону. Розпис 1520—1500 рр. до н. е.
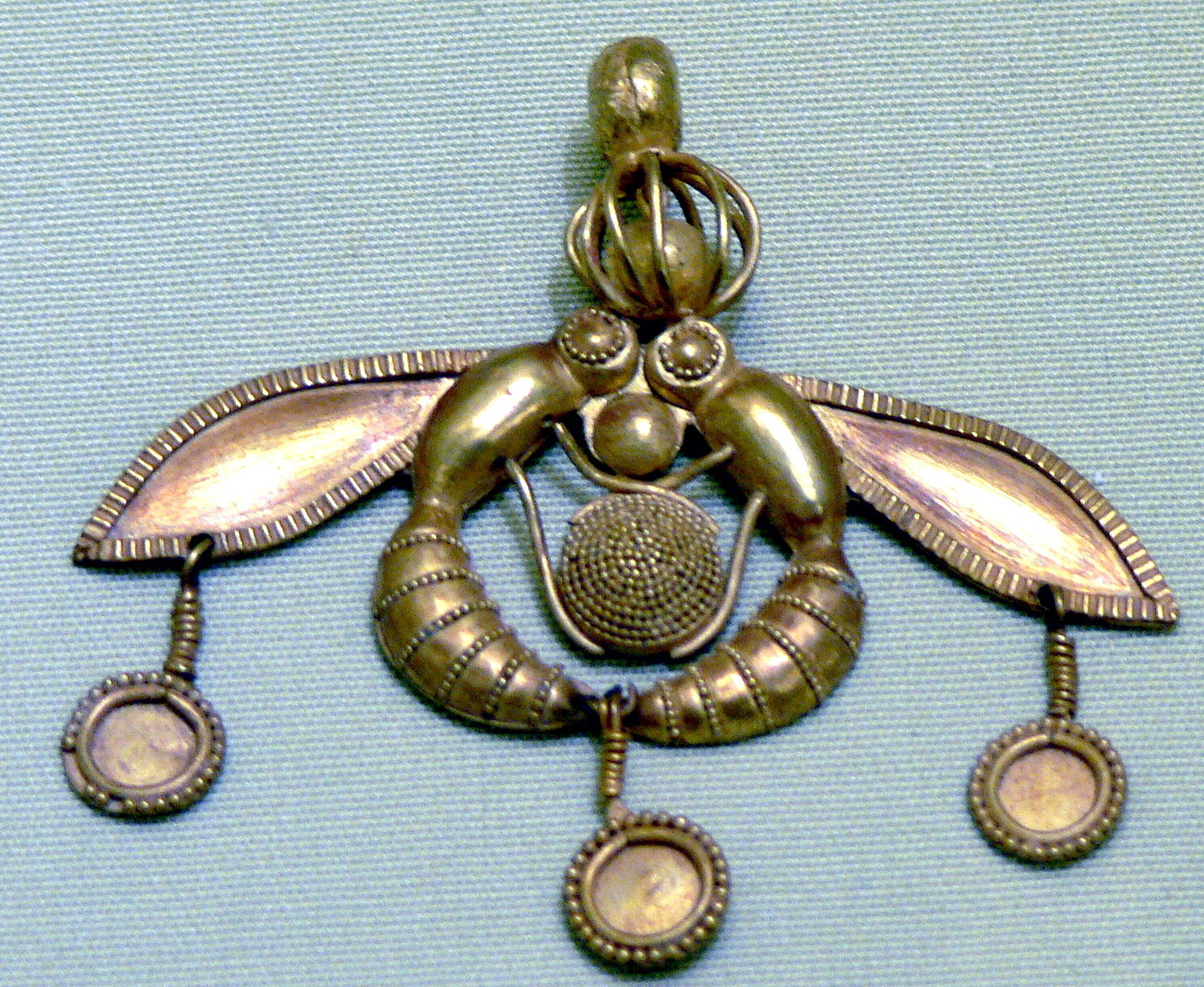
Підвіска із зображенням богині-бджоли. З поховання біля Малії. Крит. Золото. Близько 2000 до н. е.
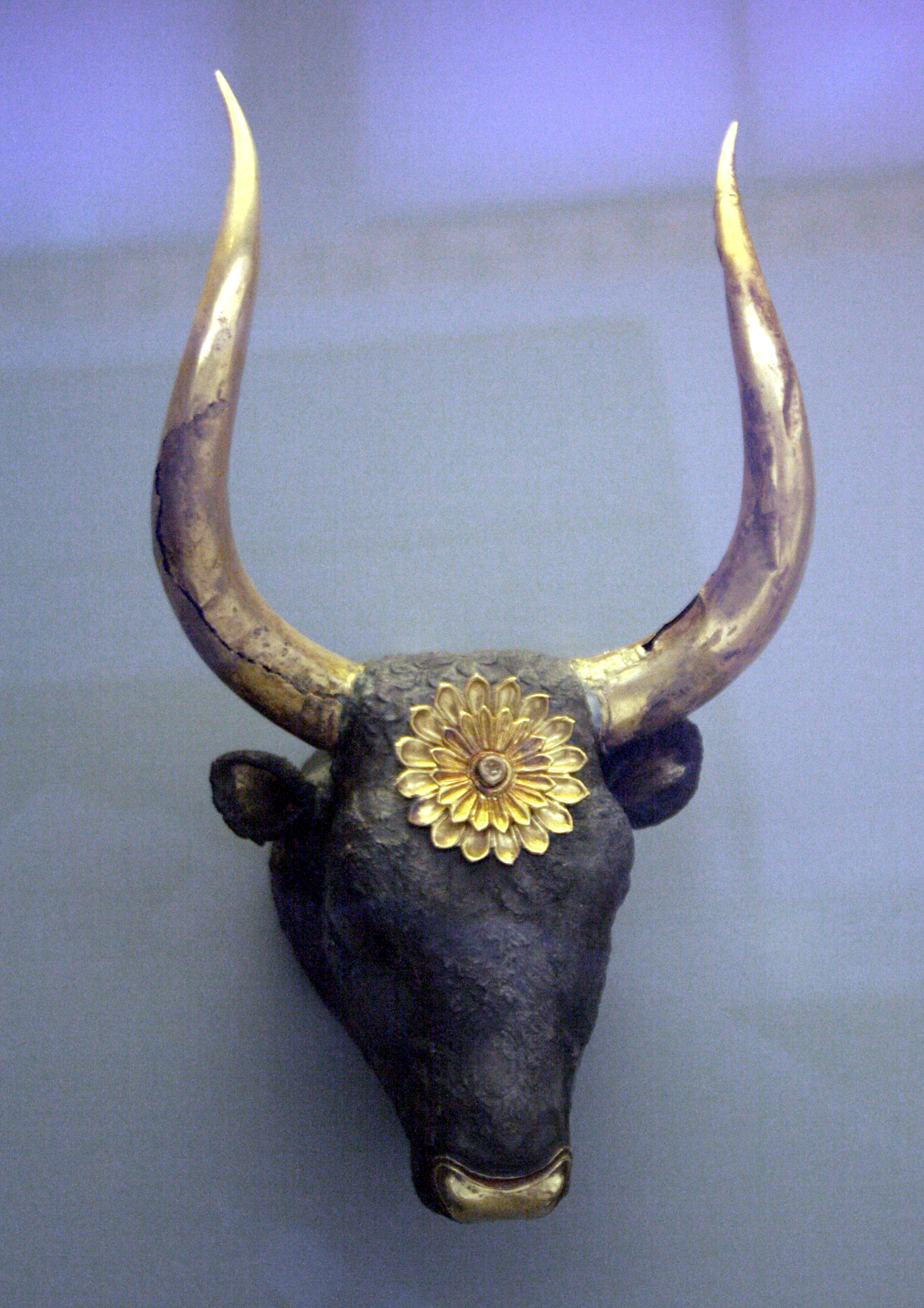
Срібний ритон з Крита - голова священного чорного бика, Національний археологічний музей Афін
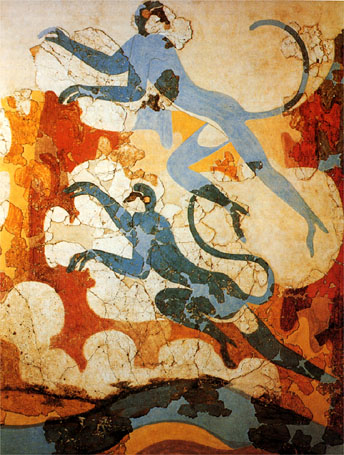
«Блакитні мавпи». Фреска з Санторіні
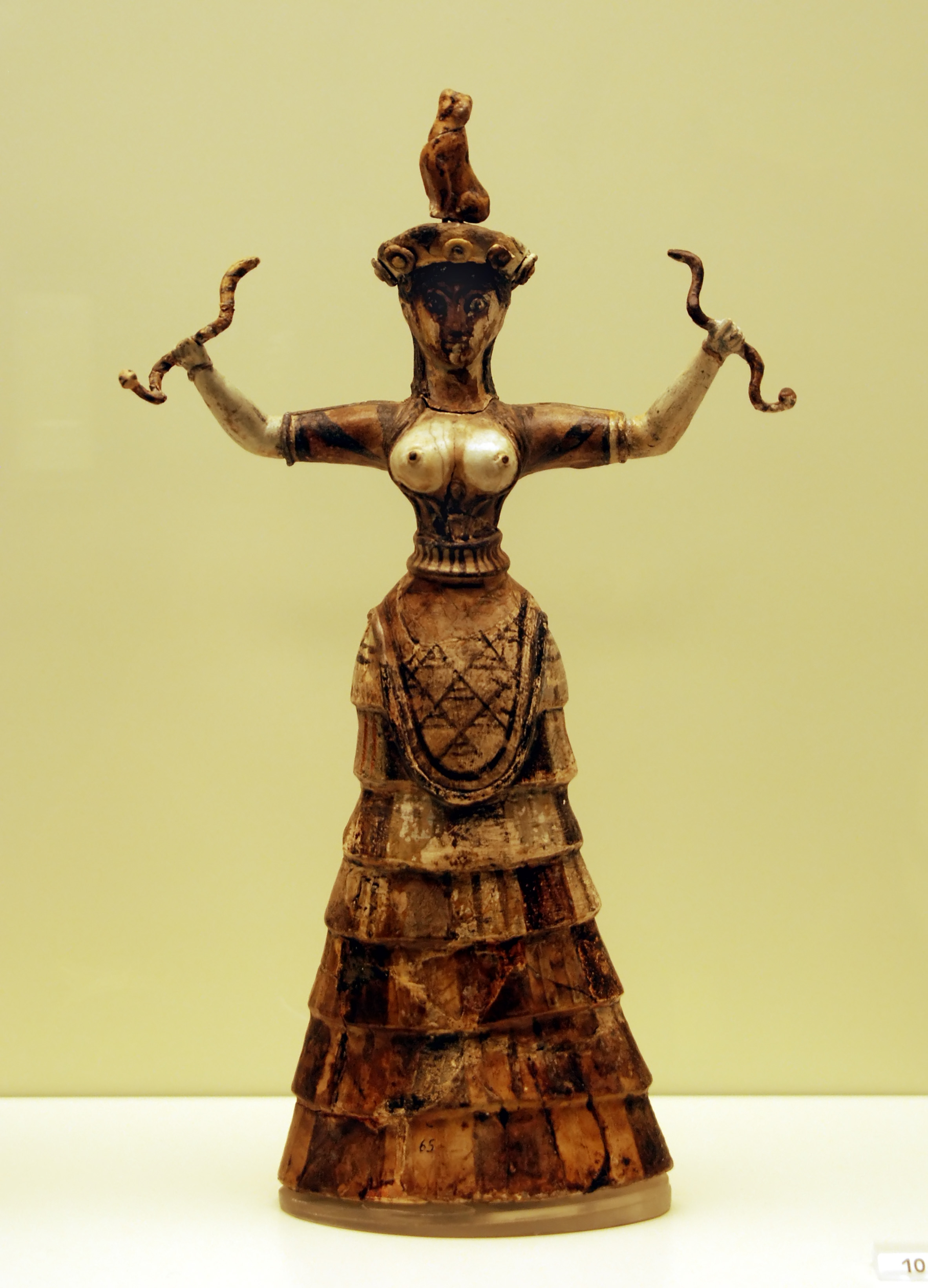
Мала Богиня зі зміями, Археологічний музей Іракліону
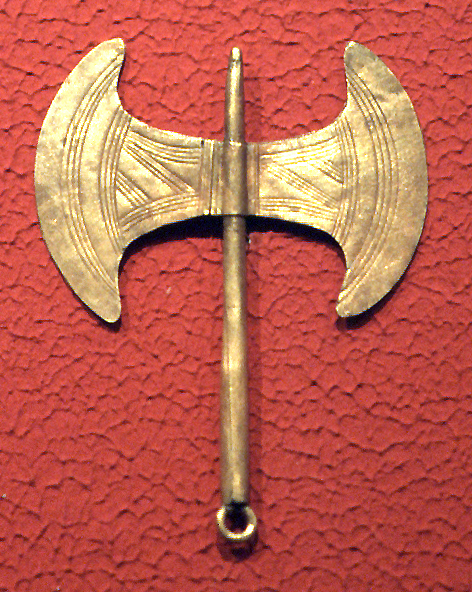
Мінойська подвійна секіра — лабрис, нині символ острова Крит
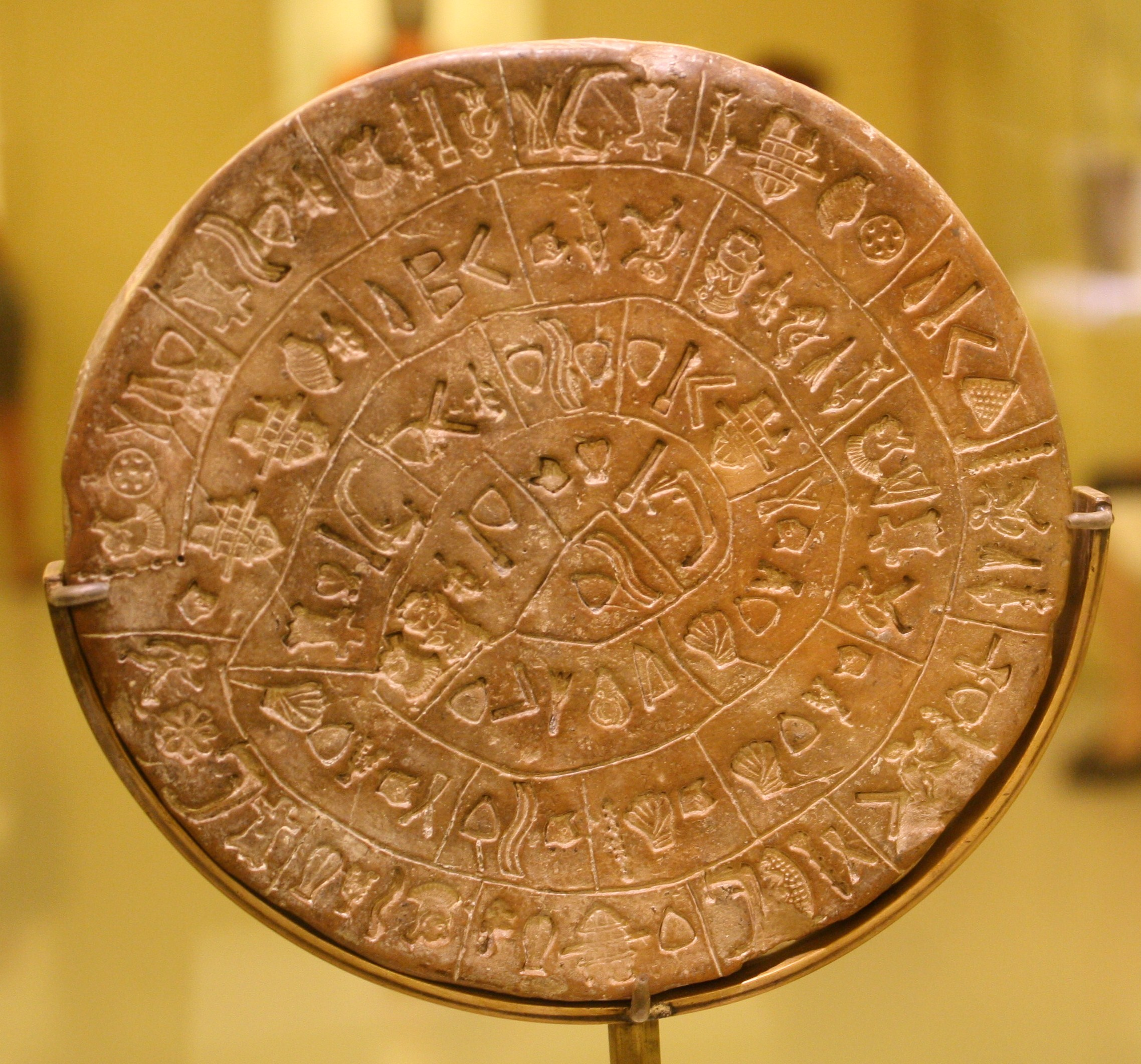
Фестський диск, Археологічний музей Іракліону